# Massau
Massau é uma cidade e município angolano que se localiza na província do Uíge.
Anteriormente uma vila-comuna do município de Milunga, em 5 de setembro de 2024 foi elevada a condição de cidade e município da província do Uíge.
O município é constituído pela comuna-sede, equivalente à cidade de Massau, e ainda pela comuna de Macolo.